# Миндей 1-й
Миндей 1-й (Миндей 1, Миндей-1) — посёлок в Нижнеилимском районе Иркутской области России, на межселенных территориях.

## География
Находится примерно в 75 км к юго-западу от районного центра Железногорск-Илимский. Ближайший населённый пункт — Миндей 2-й — располагается в 4 км к югу.

## История
В 1966 году входил в Видимский поселковый совет Нижнеилимского района Иркутской области. В 2002 году — в Видимскую поселковую администрацию. С 2004 года входит в межселенную территорию Нижнеилимского района.
В 2014 году населенный пункт было предложено упразднить, но потом это сочли преждевременным: Росреестр сообщил о регистрации прав собственности на имущество в поселке.

## Население
| 2002 | 2010 | 2011 | 2012 |
| ---- | ---- | ---- | ---- |
| 0    | →0   | →0   | →0   |

По сведениям Администрации Нижнеилимского муниципального района из отчета за 2017 год в поселке проживал 1 человек, а по состоянию на 2020 год — 0 человек.